# Mathieu Berson
Pour les articles homonymes, voir Berson (homonymie).
Mathieu Berson, né le 23 février 1980 à Vannes, est un footballeur français qui évolue au poste de milieu de terrain.

## Carrière
Il débute au FC Nantes Atlantique, où il fera partie de la génération dorée du début des années 2000 des Canaris. Il remporte la Coupe de France en 2000. Titulaire à partir de la saison 2000-2001 il remporte le championnat cette même saison ainsi que le Trophée des champions de la saison suivante. En 2004, lors de sa dernière saison avec le FC Nantes, il s'incline en finale de coupe de la Ligue face à Sochaux, défaite aux tirs-au-but.
Après ses performances positives durant ces années, il rejoint le championnat anglais et signe en faveur d'Aston Villa en 2004. Il n'arrive pas à s'imposer en Premier League et ne prend part qu'à 11 rencontres avec son nouveau club.
En manque de temps de jeu, il est prêté sans option d'achat à l'AJ Auxerre alors entraîné par Jacques Santini. Il retrouve une place de titulaire et joue 27 rencontres de championnat malgré la présence de Benoît Cheyrou et Philippe Violeau à son poste. Il retourne en Angleterre à la suite de cette saison.
Non désiré à Aston Villa, Mathieu rejoint un nouveau championnat et la Liga par le biais de Levante où il signe un contrat de trois ans. Il y retrouve notamment Frédéric Déhu, Olivier Kapo ou encore Laurent Robert. Lors de sa seconde saison en Espagne, Levante est en proie à de nombreux problèmes financiers ; il quitte le club libéré de son contrat en fin de saison 2007-2008 après avoir passé plusieurs mois sans être payé.
Il s'engage alors à Toulouse, où il effectuera deux saisons mais ne prendra part qu'à une trentaine de matchs en deux ans. Il n'est pas conservé par le club lors de la fin de l'exercice 2009/2010.
Sans club lors de la saison 2010/2011, il effectue un essai lors du mercato d'hiver au Vannes Olympique Club. Il n'est cependant pas conservé par le club alors en Ligue 2. La saison suivante Stéphane Le Mignan le rappelle à Vannes où il s'engage alors que le club vient d'être relégué en National. Lors de la préparation, Mathieu Berson se blesse lors d'un match amical et est écarté des terrains plusieurs mois avant même d'avoir entamé la saison. Lors de son retour sur les pelouses, il devient titulaire en milieu récupérateur. Il est généralement associé au jeune Yann Boé-Kane. Berson est régulièrement capitaine de l'équipe morbihannaise.

## Palmarès
- Champion de France en 2001 avec le FC Nantes Atlantique
- Vainqueur de la Coupe de France en 2000 avec le FC Nantes Atlantique
- Finaliste de la Coupe de la Ligue en 2004 avec le FC Nantes Atlantique
- Vainqueur du Trophée des champions en 2001 avec le FC Nantes Atlantique
- Finaliste du Championnat d'Europe de football espoirs en 2002 avec l'Équipe de France Espoirs

## Statistiques
- 1er match de Ligue 1 : 28 novembre 1999 contre Sedan (0-0)